# In the Winter Dark
In the Winter Dark és una adaptació cinematogràfica australiana del 1998 de la novel·la de 1988 de Tim Winton, que va ser estrenada per Goalpost Pictures el 10 de setembre de 1998. Era protagonitzada per Brenda Blethyn, Ray Barrett, Richard Roxburgh i Miranda Otto i va ser dirigit per James Bogle.
In The Winter Dark va ser nominada a tres Premis Australian Film Institute, al millor actor (Ray Barrett) i a la millor actriu secundària (Miranda Otto) i a la millor fotografia

## Repartiment
- Brenda Blethyn com Ida Stubbs
- Ray Barrett com Maurice Stubbs
- Richard Roxburgh com a Murray Jacob
- Miranda Otto com a Ronnie
- Steve Le Marquand com a Nick
- Justin Monjo com a home de circ
- Les Dayman com a ministre
- Marjorie Child com a dona gat

## Comentaris
Andrew L. Urban va escriure: "Magníficament fet en tots els aspectes, In the Winter Dark és tan dur com l'arbust australià d'una banda, però tan sensible com una noia embarassada per l'altra; una pel·lícula rica encara que desconcertant que presenta a Bogle com una fascinant nou talent cinematogràfic."
David Stratton va escriure: "La pel·lícula magníficament produïda de Bogle té un èxit total a l'hora d'explorar un entorn misteriós i amenaçador poblat per un quartet de personatges seriosament pertorbats. Es poden fer comparacions amb "The Well" de Samantha Lang de 1997, una història semblant desoladora de frissons psicològics, i aquells que no van poder sintonitzar la pel·lícula de Lang probablement tindran problemes similars amb el refrigerador de Bogle."
Cinephilia va escriure que "tenint en compte que es va rodar en menys de 6 setmanes i va ser dirigida per un director en el seu primer llargmetratge important, aquest és un esforç impressionant encara que el seu potencial no s'acompleixi del tot."
Paula Nechak va escriure: "In the Winter Dark està massa interioritzada i segregada per qualificar-la com una pel·lícula d'èxit. Com que veiem des de l'ull de Maurice i a través del seu estat mental de ser, és gairebé impossible trobar la perspectiva (o la compassió i l'empatia) que permeteu-nos accedir als altres personatges."
Film Threat va escriure: "La història no està estructurada de vegades i deixa nombrosos elements argumentals sense explicar. La cinematografia de Martin McGrath de l'Austràlia rural és fenomenal i complementa la direcció de Bogle per crear aquest retrat esgarrifós del costat fosc de la bogeria human."